# Nellys Pimentel
Nellys Rocío Pimentel Campusano (nacida el 27 de abril de 1997) es una modelo y reina de belleza puertorriqueña. Fue coronada como Miss Tierra 2019. Se convirtió en la primera mujer puertorriqueña y caribeña en ganar Miss Tierra.

## Primeros años y educación
Pimentel se crio en San Juan, Puerto Rico, pero sus padres eran originarios de la República Dominicana. Es la mayor de dos hermanos. En sus días de escuela primaria y secundaria, experimentó discriminación racial por los múltiples lazos en su cabello con textura afro.
Se graduó magna cum laude en psicología con un segundo grado en mercadeo de la Universidad de Puerto Rico en Río Piedras.
Fueron su madre, Felicia Campusano y su tía Josefina Campusano quienes la animaron a competir en Miss Tierra Puerto Rico.

## Carrera en concursos de belleza

### Miss Tierra Puerto Rico 2019
Pimentel compitió como Miss San Juan y fue coronada como Miss Tierra Puerto Rico 2019 el 5 de mayo de 2019 en el Ambassador Theatre. También ganó Miss Fotogénica y fue coronada por Miss Tierra Puerto Rico 2018 Krystal Xamairy Rivera Barrios.
Durante su reinado, elevó la conciencia ambiental, especialmente en las escuelas y a través de los medios masivos de comunicación. Abogó por la importancia de productos alternativos que sean duraderos o biodegradables en lugar de desechables. También abogó por el uso de líneas cosméticas que no dañen el medio ambiente ni generen tanta basura.
Su participación en Miss Tierra Puerto Rico fue su primera experiencia en concursos de belleza, aunque a los 14 años participó y ganó un concurso de modelaje, «Construyendo Sueños». Como Miss Tierra Puerto Rico, fue a competir en el concurso de Miss Tierra en Manila, Filipinas.

### Miss Tierra 2019
Pimentel representó a Puerto Rico en Miss Tierra 2019 con la noche de coronación celebrada en Okada Manila, Filipinas el 26 de octubre de 2019. Participó en varias actividades de protección ambiental junto con las otras 84 candidatas de Miss Tierra 2019, que incluyeron la plantación de árboles y apariciones como invitada en televisión, y compitió en tres preliminares: ambiental e inteligencia, rostro y aplomo, y figura y forma. Fue anunciada como una de las semifinalistas del Top 20. Después del desfile de trajes de baño y vestidos de noche, ingresó al Top 10 con la ronda de hashtag, seguida de los cuatro finalistas para la parte final de preguntas y respuestas del concurso. En la ronda final de preguntas y respuestas, a los concursantes del Top 4 se les hizo la misma pregunta: «Hay muchas personas, incluidos líderes internacionales notables, que no creen en el cambio climático. ¿Cómo los convencerías de la gravedad de este problema?» Ella respondió:

Tendría que decir que abordar este tema de la gente que no cree en el cambio climático es más una cuestión de falta de educación y no solo falta de educación sino también la ignorancia y el no querer informarse de que estamos viviendo en un planeta que es nuestro hogar más grande, y lo hemos aprovechado en lugar de devolver lo que nos está dando. Hacer que líderes notables y muchos influencers se comprometan consigo mismos y se conviertan en mejores personas es lo más importante.

Al final del evento, ganó el título y fue coronada por su predecesora, Miss Tierra 2018 Nguyễn Phương Khánh de Vietnam. Se convirtió en la primera ganadora puertorriqueña de la corona de Miss Tierra. Llamó la atención de los líderes de su nación «para que dejen de aprovechar el medio ambiente y comiencen iniciativas para protegerlo y retribuirlo». Después de ganar Miss Tierra 2019, su país, Puerto Rico, se convirtió en el cuarto país en ganar títulos para cada uno de los cuatro concursos más importantes y el primer país en ganar títulos para cada uno de los seis concursos más importantes (incluidos Miss Mundo, Miss Universo, Miss Internacional, Miss Tierra, Miss Supranacional y Miss Grand Internacional).

## Menciones del Senado y de la gobernadora
El 18 de noviembre de 2019, Pimentel recibió un reconocimiento del Senado de Puerto Rico por ganar la primera corona de Miss Tierra para Puerto Rico. La mención fue presentada por la senadora Itzamar Peña Ramírez y presidida por el presidente del Senado de Puerto Rico, Thomas Rivera Schatz, durante la XVIII Asamblea Legislativa de Puerto Rico.
El 19 de noviembre de 2019, Pimentel recibió una mención por su hazaña en Miss Tierra en La Fortaleza, residencia oficial del gobernador de Puerto Rico y fue recibida por la gobernadora Wanda Vázquez Garced. Reafirmó su compromiso en realzar la imagen de Puerto Rico y discutió los temas ambientales actuales, como la erosión costera, la necesidad de limpieza de playas y el desarrollo de comunidades agrícolas. Pimentel también se refirió a su plataforma de trabajo titulada «Ama tu tierra como amas a tu familia», un proyecto que tiene como objetivo educar a las comunidades de Puerto Rico.

## Medios y activismo ambiental
En agosto de 2019, Pimentel usó su plataforma como Miss Tierra Puerto Rico para llamar la atención sobre los incendios de la selva amazónica de Brasil. Apareció como invitada en el programa de televisión de Univision, Ahora Es y habló sobre su experiencia en el concurso Miss Tierra Puerto Rico 2019, incluida su defensa de la preservación del medio ambiente.
Desfiló por la pasarela con una creación de Giannina Azar en la Semana de la Moda de Miami, que se llevó a cabo del 29 de mayo al 2 de junio de 2019.
Después de ganar Miss Tierra, Pimentel apareció por primera vez como invitada en un magacín, Bagong Pilipinas, que se transmitió en People's Television Network con su corte elemental y con Karlo Nograles, el secretario del gabinete de Filipinas. También fue entrevistada por Cignal TV, una empresa de medios y telecomunicaciones en Filipinas y luego fue invitada a CNN Philippines, donde habló sobre sus defensas durante su reinado. En su entrevista con Primera Hora el 30 de octubre de 2019, animó a los negocios locales y pequeños de Puerto Rico a enfocarse en producir productos sostenibles y consumir productos elaborados por empresas de la isla. También en noviembre de 2019, desfiló para el desfile de modas «Spanish Lullaby» de Lisa Thon, una colección para primavera-verano 2020 como parte de La Concha Fashion Series.
Pimentel junto con Miss Tierra Fuego 2019 Alisa Manyonok de Bielorrusia y Miss Tierra Agua 2019 Klára Vavrušková de República Checa se unieron a las festividades en la ceremonia de iluminación del árbol de Navidad en el Century Park Hotel.
Viajó a los Emiratos Árabes Unidos en noviembre de 2019 para una sesión de fotos con una revista de moda con sede en Dubái, XPEDITION Middle East, y usó las creaciones de Amato Furne Couture, Fashion Forward Runway y Alina Anwar Couture.
Hizo un viaje a los Estados Unidos y apareció en el programa de Telemundo, Un nuevo día el 11 de noviembre del 2019 y fue entrevistada sobre su victoria en el concurso Miss Tierra 2019 y habló sobre su defensa del medio ambiente.
Pimentel honró el quinto aniversario del «EcoExploratorio» en el Museo de Ciencias de Puerto Rico el 8 de diciembre de 2019 y firmó dos colaboraciones con la Universidad de Puerto Rico para promover el programa CTIM y con Internet Society para ampliar el uso de la navegación web/World Wide Web. Asistió a un proyecto de caridad el 14 de diciembre de 2019 donde repartió regalos de Navidad a los niños del Hospital Auxilio Mutuo.
Colaboró con el Alcalde de Dorado, Puerto Rico, junto con varias organizaciones para la campaña de reforestación y proyectos de salvamento de árboles. Pimentel también participó en el evento benéfico de la Casa Benéfica Ronald McDonald en Puerto Rico. Después del terremoto de magnitud 6.4 del 7 de enero de 2020 que fue parte de los terremotos de Puerto Rico de 2019-20, Pimentel organizó un grupo de apoyo para las familias afectadas y distribuyó bienes económicos y juguetes para los niños.
Pimentel regresó a Estados Unidos en febrero de 2020 y aterrizó por primera vez en Nueva York. Debutó en la Semana de la Moda de Nueva York en el show de Sergio Hudson. Mostró los vestidos y accesorios de moda de Hudson, quien ha trabajado para Michelle Obama y otras celebridades como Demi Lovato y Beyoncé.
En marzo de 2020, Pimentel junto con otras reinas de los cuatro grandes: Miss Internacional 2014 Valerie Hernández, la primera finalista de Miss Universo 2019 Madison Anderson, Miss Mundo 2016 Stephanie Del Valle participaron en el «Todos somos Alexa» para denunciar el asesinato de la transgénero Alexa Negrón Luciano quien presuntamente espiaba el baño público de mujeres y fue asesinada al poco tiempo de múltiples disparos en un pastizal de Toa Baja. Desfilaron portando un espejo similar al que usó Alexa en la octava edición del evento Transfashion, realizado en la Fundación Sila María Calderón en Río Piedras, Puerto Rico.
El 4 de junio de 2020, luego del asesinato de George Floyd, un hombre afroestadounidense, por un oficial de policía en Mineápolis, Minnesota el 25 de mayo de 2020, fue entrevistada por Primera Hora y El Vocero y compartió su experiencia de niña donde ella enfrentó comentarios racistas con respecto a su cabello con textura afro y su tono de piel oscuro.
Apareció en la portada de la edición de octubre de 2020 de la revista mensual estadounidense de moda femenina Harper's Bazaar-Vietnam y habló sobre su misión como ganadora de Miss Tierra como la voz de las injusticias e insuficiencias tácitas. También apareció en la portada de GMARO Paris Magazine en octubre de 2020 y defendió la importancia de los productos biodegradables en lugar de los desechables.
En la 20.ª edición del concurso de Miss Tierra, le pasó la corona a su sucesora en la primera coronación virtual de cualquier concurso importante del mundo. El concurso se llevó a cabo el 29 de noviembre de 2020, donde Pimentel fue reemplazada por Lindsey Coffey de los Estados Unidos al final del evento.